# Daughter (Pearl Jam)
Daughter è un singolo del gruppo grunge statunitense Pearl Jam, secondo estratto dall'album Vs. del 1993. Daughter esordì al primo posto della Mainstream Rock Tracks e della Modern Rock Tracks di Billboard, aumentando il successo della band in seguito al celebre Ten. La canzone raggiunse la posizione 28 nella US Top 40 Mainstream, divenendo anche il primo singolo ad entrare in questa classifica; nel 1995 la canzone fu nominata ai Grammy Award per la categoria Grammy Award alla miglior performance rock di un duo o un gruppo. Daughter continua ad essere una pietre miliari delle radio di rock alternativo e tutt'oggi la band la suona quasi ad ogni show, allungando la parte finale con una improvvisazione di un segmento di un'altra canzone; questo segmento viene chiamato Daughter tag.
Una versione dal vivo fu proposta dalla band nell'aprile 1994 al Saturday Night Live, solo otto giorni dopo la morte di Kurt Cobain, icona del grunge e leader e frontman dei Nirvana. Questa versione fu un tributo a Cobain e viene chiamata Daughter/Hey Hey, My My, in quanto l'estensione della canzone è una parte di Hey Hey, My My (Into the Black) di Neil Young, canzone che Kurt Cobain citò nella sua lettera d'addio.

## Significato del testo
Eddie Vedder su questa canzone:

## Formati e tracce
- Compact Disc Single (USA, Europa, Australia, Austria e Regno Unito)
  1. "Daughter" (Dave Abbruzzese, Jeff Ament, Stone Gossard, Mike McCready, Eddie Vedder) – 3:54
  2. "Blood" (live) (Abbruzzese, Ament, Gossard, McCready, Vedder) – 3:34
    - Registrata dal vivo a Indio, California il 5 novembre 1993.

  3. "Yellow Ledbetter" (live) (Ament, McCready, Vedder) – 5:16
    - Registrata dal vivo a Mesa il 6 novembre 1993.
- Compact Disc Single (Holland and Austria)
  1. "Daughter" (Abbruzzese, Ament, Gossard, McCready, Vedder) – 3:54
  2. "Blood" (live) (Abbruzzese, Ament, Gossard, McCready, Vedder) – 3:34
    - Registrata dal vivo a Indio, California il 5 novembre 1993.
- 3" Compact Disc Single (Japan)
  1. "Daughter" (Abbruzzese, Ament, Gossard, McCready, Vedder) – 3:55
  2. "Blood" (live) (Abbruzzese, Ament, Gossard, McCready, Vedder) – 3:33
    - Registrata dal vivo a Indio, California il 5 novembre 1993.

  3. "Yellow Ledbetter" (live) (Ament, McCready, Vedder) – 5:16
    - Registrata dal vivo a Mesa il 6 novembre 1993.
- 7" Vinyl Single (UK and Holland)
  1. "Daughter" (Abbruzzese, Ament, Gossard, McCready, Vedder) – 3:54
  2. "Blood" (live) (Abbruzzese, Ament, Gossard, McCready, Vedder) – 3:34
    - Registrata dal vivo a Indio, California il 5 novembre 1993.
- 7" Vinyl Single (Philippines)
  1. "Daughter" (Abbruzzese, Ament, Gossard, McCready, Vedder) – 3:53
  2. "Animal" (Abbruzzese, Ament, Gossard, McCready, Vedder) – 2:46
- 12" Vinyl Single (UK and Holland)
  1. "Daughter" (Abbruzzese, Ament, Gossard, McCready, Vedder) – 3:54
  2. "Blood" (live) (Abbruzzese, Ament, Gossard, McCready, Vedder) – 3:34
    - Registrata dal vivo a Indio, California il 5 novembre 1993.

  3. "Yellow Ledbetter" (live) (Ament, McCready, Vedder) – 5:16
    - Registrata dal vivo a Mesa il 6 novembre 1993.
- Cassette Single (UK)
  1. "Daughter" (Abbruzzese, Ament, Gossard, McCready, Vedder) – 3:54
  2. "Blood" (live) (Abbruzzese, Ament, Gossard, McCready, Vedder) – 3:34
    - Registrata dal vivo a Indio, California il 5 novembre 1993.
- Cassette Single (Australia)
  1. "Daughter" (Abbruzzese, Ament, Gossard, McCready, Vedder) – 3:54
  2. "Blood" (live) (Abbruzzese, Ament, Gossard, McCready, Vedder) – 3:34
    - Registrata dal vivo a Indio, California il 5 novembre 1993.

  3. "Yellow Ledbetter" (live) (Ament, McCready, Vedder) – 5:16
    - Registrata dal vivo a Mesa il 6 novembre 1993.